# Кобина Райт
Кобина Райт-старшая (англ. Cobina Wright, Sr.), урождённая Эстер Эллен Кобб (англ. Esther Ellen Cobb, 20 сентября 1887, Лейквью, Орегон — 9 апреля 1970, Лос-Анджелес, Калифорния) — американская оперная певица и актриса, сыгравшая в фильме «Остриё бритвы» (1946). Позже она приобрела известность как ведущая и обозреватель светской хроники. Райт была также известна как Эстер Кобб, Эстер Джонсон и Эстер Кобина.

## Биография
Она родилась 20 сентября 1887 года в Лейквью, штат Орегон, в семье Бенджамина М. Кобба и Деллы Холмс (1861—1943). 
Она дважды выходила замуж и разводилась. Её первым мужем, за которого она вышла замуж в 1912 году, был американский писатель Оуэн Джонсон; она была его второй женой, и они развелись в 1917 году. Её вторым мужем был Уильям Мэй Райт, биржевой маклер, от которого у неё был один ребёнок, дочь Кобина Кэролин Райт (она же Кобина Райт-младшая) (1921—2011), некоторое время бывшая киноактрисой. Райты развелись в 1935 году.
В начале XX века она была колоратурным сопрано, используя сценический псевдоним Эстер Кобина. Она обучалась вокалу в Калифорнии у преподавателя вокала Нетти Снайдер и в Германии, где изначально занималась своей карьерой на сцене. Во время Первой мировой войны она выступала перед французскими и американскими военнослужащими в Европе. Позднее, в 1924 году, она дебютировала на американской оперной сцене в Карнеги-холле.
Она умерла в Лос-Анджелесе, Калифорния, в 1970 году.

## Память
Райт была автором мемуаров под названием «Я так никогда и не выросла» (Prentice-Hall, 1952).

## Фильмография
| Год  | Название                  | Роль                   | Примеч. |
| ---- | ------------------------- | ---------------------- | ------- |
| 1943 | Опасно! Женщины на работе | Реджайна               |         |
| 1944 | Возлюбленные США          | Миссис Жозефина Карвер |         |
| 1946 | Остриё бритвы             | Принцесса Новемали     |         |